# Антонов Ан-22
Антонов Ан-22 Антеј (рус. Антонов Ан 22 Антей) је четверомоторни турбоелисни тешки транспортни авион, носивости до 60 тона. Конструисан је у Авијацијском научно-техничком комплексу „Антонов“ у Кијеву. Њамењен је да преноси тешке терете великих габарита, оклопне десантне јединице и трупе у Совјетском ратном ваздухопловству, а може да се користи и у цивилне сврхе. То је први совјетски широкотрупни авион и највећи турбоелисни авион на свету.
Светску премијеру имао је на аеромитингу у Ле Буржеу већ 15. јуна 1965. године.

## Историја и развој
У касним 1950-им, Совјетски Савез тражи велики војни транспортни авион за допуну лакшим Антонов Ан-8 и Антонов Ан-12. Крајем 1960. године, покренут је оригинални пројекат, познат као АН-20. То је четворомоторни висококрилац, уједно и први широкотрупни авион на свету.
Прототип, сада већ означен Ан-22, је показан 18. августа 1964. године, а први лет „Антеја“ је изведен 27. фебруара 1965. Био је предвиђен за војни транспорт, с могућношћу превоза свих врста тенкова и ракета у совјетском наоружању. Поставио је неколико, пажње вредних, светских рекорда признатих од Међународне ваздухопловне федерације. Прототип је добио име Антеј (Антеус) и после четири месеца од првог теста летења, приказан је у јуну 1965. на аеромитингу у Паризу. Сви ваздухоплови изграђени су у Ташкентској фабрици авиона, а прва војна испорука је била ваздушном крилу авиобази Иваново 1969. године.
Авион је пројектован као стратешки транспортер, дизајниран специјално да се прошири Совјетски десантни потенцијал. (да лети са тадашњим новим БМД-1 десантним оклопним возилима). Ан-22 у складиште може да прими четири БМД-1, у односу на само један у Ан-12.
Овај велики теретни авион има распон крила од 64,40 m, дужину 57,8 m, опремљен је с четири турбо-елисна мотора Кузњецов од по 11 185 kW (15 000 КС) с двоструким елисама што му је омогућавало постизање максималне брзине од 740 km/h и долет од око 5 000 km, носивост око 80 тона.
Такође има способност полетања са неприпремљених, неасфалтираних, и кратких писта. Ово се постиже четири пара контра-ротирајући елиса, сличних онима на Туполев Ту-114. Мотори генеришу значајан потисак, и производе узгон над крилима и на великим дуплим прорезима на закрилцима. Стајни трап је ојачан за грубе подлоге, у раним верзијама притисак пнеуматика може се променити у лету за оптимално слетање, иако је та функција је уклоњена у каснијим моделима.
Ан-22 прати традиционални дизајн са високо монтираним крилима изнад трупа. Располаже великим теретним простором, димензије 33 m дужине и корисне запремине 639 m³. Предни део трупа, кабина је у потпуности под притиском и обезбеђује простор за 5 до 8 посаде и до 28 путника, али је терет простор је под притиском само 0,245 бара. Ово омогућава да се задња теретна врата отворе током лета, за искрцавање десанта. Као и Ан-12, авион има кружни попречни пресек трупа.
Ан-22 има општи изглед проширене верзије раније Ан-12, осим што је опремљен дуплим репним стабилизатором. Ово даје боље перформансе и смањује висинско ограничење за хангаре. Такође треба споменути велики учинак смањења притиска масе на врху сваког репа.

## Варијанте
- Ан-20 - први прототип

Три оригинална су прототипови изграђене у Антоновој фабрици у Кијеву, са стакленим носом.
- Ан-22

Почетна производња варијанта са спољним системом старта мотора, 37 је направљено у Ташкенту.
- Ан-22А

Побољшана варијанта са способносћу сопственог старта мотора, модификован електрични систем, ажурирани су радио и навигацију опрема. 28 их је произведено у Ташкенту.
- Ан-22ПЗ

Конверзија два АН-22с да носе крила секције трупа авиона или крила Антонов Ан-124 или Антонов Ан-225 напољу изнад трупа. Опремљен је са трећим вертикалним стабилизатором.
Неколико других Ан-22 варијанти су пројектовани и изграђени у АНТК Антонов, али никада нису ушли у серијску производњу. Пре свега амфибијски, као балистичка ракетна платформа. Затим са нуклеарним реактором, са шириким трупом пречника 9,6 m и Ан-122 носивости 120 тона.
Предложена је и верзија цивилног путничког авиона, са две палубе, способна за седење 724 путника, али није изграђена. (Поређења ради, типичан Боинг 747 може носити 400-500 путника.)